# 문원도서관
문원도서관은 경기도 과천시 문원동 소재의 도서관이다.

## 연혁
- 2012년 2월 13일 개관.

## 시설현황
- 3층: 시청각실, 강의실, 세미나실, 동아리실, 사무실, 쉼터(북카페)
- 2층: 일반자료실, 나눔실, VOD코너, 청소년코너
- 1층: 안내데스크, 어린이자료실
- 지하1층: 주차장(11대 주차가능), 문서고, 기계실, 전기실

## 이용 안내
이용 시간
- 일반자료실: 평일 09:00 ∼ 22:00 / 주말 09:00 ∼ 18:00
- 어린이자료실: 매일 09:00 ∼ 18:00

휴관일
- 매주 금요일
- 일요일을 제외한 국경일 및 법정공휴일
- 개관기념일(2월 13일)
- 기타 휴관이 필요하다고관장이 지정한 날